# Katunino (obwód wołogodzki)
Katunino (ros. Катунино) – wieś w Rosji, w rejonie wołogodzkim obwodu wołogodzkiego. W 2010 r. liczyła 9 mieszkańców.